# Personkult

Porträtt av Mao Zedong är än idag vanliga i Kina. Detta porträtt finns vid ingången till Förbjudna staden.

Personkult är en övervärdering, nära gudomlig dyrkan av till exempel en militär eller politisk ledare. Vanligen får personen, även i politiska sammanhang, närmast gudomliga drag. Kulten underbyggs ofta av sägner med inslag av övernaturliga eller heroiska händelser i anknytning till personen. Den kan uttryckas i en trohetsed till ledaren, som måste sväras av medborgare, militärer och statliga tjänstemän.
En personkult är oftast centralt organiserad av den statsmakt eller det religiösa samfund där den förekommer. Dessa auktoriteter brukar betrakta ifrågasättande av personens ställning och unika personlighet som hädiskt och rent av brottsligt. De flesta enväldiga monarker har varit föremål för personkult, som vuxit fram under eller efter deras livstid.
Det finns också enväldiga ledare som misslyckats med att införa personkult kring sina personer, stora propagandamaskiner till trots, exempelvis Hua Guofeng, Kinas ledare efter Mao Zedongs död.
En personkult är inte detsamma som vanlig popularitet. Det finns utrymme att ifrågasätta och debattera en populär ledare, och populariteten växer fram underifrån. Det är inte ovanligt att ledare som haft personkult blir mycket impopulära efter sin död, till exempel diktatorer som varit brutala och få därför vågat ifrågasätta medan de levde. Till exempel Stalin och Hitler.
Ordet "personkult" är belagt i svenska språket sedan 1932.. Turkmenistans president Gurbanguly Berdimuhamedow är föremål för personkult.. 
2015 invigdes en förgylld jättestaty av honom i Ashgabat.

## Exempel på personer som blivit föremål för kult

### Antiken
- Alexander den store
- Berenike II
- Augustus

### Tidigmodern tid
- Ludvig XIV (Frankrike)
- George Washington (USA)

### 1900- och 2000-talet
Sorterade efter ungefärlig inledning av personkulten
- Vladimir Lenin (Sovjetunionen)
- Benito Mussolini (Italien)
- Mustafa Kemal Atatürk (Turkiet)
- Josef Stalin (Sovjetunionen)
- Adolf Hitler (Tyskland)
- Haile Selassie (kejsare av Etiopien; personkult inom Rastafari-rörelsen som Selassie ej stödde)
- Josip Broz Tito (Jugoslavien)
- Evita Perón (Argentina)
- Sun Myung Moon (Moonrörelsen)
- Mátyás Rákosi (Ungern)
- Enver Hoxha (Albanien)
- Chorloogijn Tjojbalsan (Mongoliet)
- Kim Il-sung (Nordkorea)
- Mao Zedong (Kina)
- Jiang Qing (Kina)
- Dalai lama (Tibet)
- Francisco Macías Nguema (Ekvatorialguinea)
- Nicolae Ceaușescu (Rumänien)
- Elena Ceaușescu (Rumänien)
- Ayatollah Khomeini (Iran)
- Saddam Hussein (Irak)
- Kim Jong-il (Nordkorea)
- Saparmurat Nijazov (Turkmenistan)
- Gurbanguly Berdimuhamedow (Turkmenistan)
- Vladimir Putin (Ryssland)[4]

## Personkult i fiktiva verk
- 1984 (roman)